# جوردون آيب
جوردون أشلي فيمي آيب (بالإنجليزية: Jordon Ibe)‏ مواليد 8 ديسمبر 1995 في لندن، إنجلترا، هو لاعب كرة قدم إنجليزي يلعب كجناح. مثّل منتخب إنجلترا لكرة القدم فئة الشباب.

## مرحلة الشباب

### أندية لعب لها
- نادي تشارلتون أتلتيك
- نادي ليفربول

## المسيرة الاحترافية

### أندية لعب لها
- نادي ليفربول

## روابط خارجية
- جوردون آيب على موقع الاتحاد الأوربي (الإنجليزية)
- جوردون آيب على موقع قاعدة بيانات كرة القدم.إي يو (الإنجليزية)
- جوردون آيب على موقع Soccerbase.com (لاعب) (الإنجليزية)
- جوردون آيب على موقع Soccerway.com (الإنجليزية)
- جوردون آيب على موقع عالم كرة القدم.نت (الإنجليزية)
- جوردون آيب على موقع AS.com (الإسبانية)